# お月見泥棒
お月見泥棒（おつきみどろぼう）は、各地で行われている子供たちのお月見イベントのひとつ。中秋の名月（十五夜）に飾られているお月見のお供え物を、この日に限って盗んでいいというもの。「お月見どろぼう」とも表記される。
子供たちは、竿のような長い棒の先に釘や針金をつけてお団子を盗んだ。子供たちは月からの使者と考えられていたといわれ、この日に限り盗むことが許されていた。お供えする側も縁側の盗みやすい位置にお供えするなど工夫していた。
現在では「お月見くださ〜い」、「お月見泥棒でーす」などと声をかけて、各家を回りお菓子をもらう風習が残っている。
その派生や伝播にも特徴がある。
愛知県日進市、福島県東白川郡塙町、愛知県名古屋市名東区・名古屋市緑区、三重県四日市市の一部や三重県桑名市・三重県川越町・三重県朝日町、宮崎県西都市・宮崎市の一部、千葉県の一部、奈良県北部、岐阜県恵那市の一部で行われている地域もある。